# Nuovo Partito Progressista (Porto Rico)
Il Nuovo Partito Progressista (in spagnolo Partido Nuevo Progresista - PNP) è uno dei principali partiti politici di Porto Rico. Fondato nel 1967, sostiene il movimento per l'ammissione dell'isola come 51º stato, adottando una piattaforma politica favorevole alla statualità (statehood).

## Storia
Il partito nacque in contrapposizione al Partito Popolare Democratico, che promuoveva lo status di Commonwealth per Porto Rico. Il fondatore del PNP è stato Luis A. Ferré, che divenne governatore dell'isola nel 1968, segnando il primo successo elettorale del partito.

## Maggiori leader politici
- Luis Fortuño
- Ramón Luis Rivera
- Pedro Rosselló

## Risultati elettorali
| Elezione          | Elezione | Voti      | %    | Seggi   |
| ----------------- | -------- | --------- | ---- | ------- |
| Parlamentari 2016 | Camera   | 750.840   | 50,3 | 34 / 51 |
| Parlamentari 2016 | Senato   | 1.440.050 | 50,4 | 21 / 30 |
| Parlamentari 2020 | Camera   |           |      | 21 / 51 |
| Parlamentari 2020 | Senato   |           |      | 10 / 30 |
| Parlamentari 2024 | Camera   |           |      | 36 / 51 |
| Parlamentari 2024 | Senato   |           |      | 19 / 28 |